# Margriet Sitskoorn
Margaretha Maria (Margriet) Sitskoorn (1966) is neuropsycholoog en hoogleraar Klinische Neuropsychologie aan de  universiteit van Tilburg. Haar bekendheid dankt ze aan het goed verkochte boek Het maakbare brein.
Sitskoorn verricht onderzoek naar de relatie tussen hersenen en gedrag. Zij houdt zich vooral bezig met de vraag hoe we onze hersenen kunnen ontwikkelen door ons gedrag en onze omgeving te veranderen. Naast haar wetenschappelijke werk schrijft zij columns voor verschillende populaire wetenschappelijke bladen en werkt zij mee aan diverse tv-programma's, zoals De Nationale IQ Test waaraan ze sinds 2007 als deskundige is verbonden. In 2007 kwam ze in opspraak door vermeend plagiaat. Echter, zowel de Commissie Wetenschappelijke Integriteit van de Universiteit Utrecht (CWI) als het Landelijk Orgaan Wetenschappelijke Integriteit (LOWI) stellen dat Sitskoorn niet te kwader trouw heeft gehandeld.

## Boekpublicaties
- 2019, Hersenhack: Update je brein, Amsterdam: Prometheus
- 2017, CEO Brain, Alphen a/d Rijn: Vakmedianet
- 2016, IK2 trainingsbroek, Alphen a/d Rijn: Vakmedianet
- 2015, IK2, Alphen a/d Rijn: Vakmedianet
- 2012, Ik wil iets van jou, jij wilt iets van mij, Amsterdam: Bert Bakker
- 2010, Passies van het brein: Waarom zondigen zo verleidelijk is, Amsterdam: Bert Bakker
- 2008, Lang leven de hersenen: Positieve prikkels voor hersenen die ouder worden, Amsterdam: Bert Bakker
- 2006, Het maakbare brein: Gebruik je hersens en word wie je wilt zijn, Amsterdam: Bert Bakker
- 1994, Infant perception of dynamic object relations, Capelle a/d IJssel: Labyrint Publication